# Joint Polar Satellite System
Das Joint Polar Satellite System (JPSS) ist die neueste Generation von U.S.-Umweltsatelliten.

## Beschreibung
JPSS wird globalen Umweltdaten für Wettervorhersagemodelle und wissenschaftliche Daten für die Klimabeobachtung liefern. Dafür werden die JPSS-Satelliten mit einer Reihe von Sensoren ausgerüstet, die dazu bestimmt sind, meteorologische, ozeanographische, klimatologische und solar-geophysikalische Daten des Erdbodens, der Ozeane, der Atmosphäre und des erdnahen Raums zu sammeln. Die von der JPSS gewonnenen Daten und Bilder sollen die Aktualität und Genauigkeit der öffentlichen Warnungen und Vorhersagen von Klima- und Wetterereignissen erhöhen. Das System wurde von der National Aeronautics and Space Administration (NASA) für die National Oceanic and Atmospheric Administration (NOAA) entwickelt, die für den Betrieb von JPSS verantwortlich ist. Es sind zwei bis vier Satelliten geplant. Als Startdatum für den ersten Satellit (ohne die NOAA/NASA-Partnerschaft für Suomi NPP), JPSS-1, war der 14. November 2017 vorgesehen, wurde jedoch mehrmals verzögert, bevor er am 18. November 2017 endgültig gestartet wurde. Am 21. November 2017 wurde JPSS-1 nach Erreichen seiner endgültigen Umlaufbahn in NOAA-20 umbenannt. Der zweite Satellit wurde am 10. November 2022 gestartet. JPSS-3 und JPSS-4 sollen 2027 und 2032 gestartet werden.
Die JPSS Satelliten sollen die bisherigen der POES-Konstellation (POES = Polar Operational Environmental Satellite) nach und nach ablösen.
Eine Reihe von Industriepartnern sind am JPSS-Projekt beteiligt, wobei Ball Aerospace als Hauptauftragnehmer für JPSS-1 und Orbital ATK für den Bau des JPSS-2-Satelliten ausgewählt wurde. Die Instrumente, die auf beiden Raumfahrzeugen untergebracht sind, werden von Ball Aerospace, Raytheon, Exelis und Northrop Grumman gebaut. Die Verträge zum Bau der ersten beiden Satelliten wurden 2012 abgeschlossen.

## Geschichte
JPSS wurde vom Weißen Haus im Februar 2010 im Anschluss an die Auflösung des National Polar-orbiting Operational Environmental Satellite System (NPOESS) ins Leben gerufen. Das ursprüngliche Konzept aus dem NPOESS-Programm wurde auf die Satelliten der NOAA und des Defense Weather Satellite System (DWSS) aufgeteilt. Das DWSS-Projekt wurde im April 2012 abgebrochen. Bis ein langfristiger Ersatzplan aufgestellt ist, wird sich das Militär weiterhin auf die Satellitenkonstellation des Air Force Defense Meteorological Satellite Program (DMSP) verlassen.
Ein unabhängiges Überprüfungsgremium (IRT) wurde beauftragt, die Ursachen für Verzögerungen im Programm zu untersuchen und zu verstehen, wobei die Ergebnisse 2012 veröffentlicht wurden.